# Au bout de la nuit (film, 2008)
Pour les articles homonymes, voir Au bout de la nuit.
Série
Au bout de la nuit 2
(2011)
Pour plus de détails, voir Fiche technique et Distribution.
Au bout de la nuit ou Rois de la rue au Québec (Street Kings) est un film policier américain réalisé par David Ayer et sorti en 2008.
Le film est basé sur un scénario original de l'écrivain James Ellroy écrit dans les années 1990. Malgré des critiques mitigées, le film est plutôt bien accueilli par le public. Une suite sort direct-to-video en 2011.

## Synopsis
Tom Ludlow est le meilleur inspecteur de l'Ad Vice, une unité spécialisée de la police de Los Angeles. Alcoolique depuis la mort de son épouse et devant les défaillances du système judiciaire, il a adopté des méthodes de travail expéditives, ouvrant le feu sur des suspects, puis modifiant les preuves avant l'arrivée des renforts pour faire passer la fusillade pour de la légitime défense. Il est toujours couvert par son supérieur, Jack Wander. Blessé par balle après une affaire, il reçoit la visite de Biggs, un capitaine des Affaires internes (en) qui l'informe qu'il s'intéresse à lui. Peu après, il suit Terrence Washington, son ancien partenaire qui voulait le dénoncer aux Affaires Internes, dans une supérette pour le tabasser, quand deux types surviennent et assassinent Washington. Dans le fusillade, une des balles de Ludlow blesse accidentellement Washington. Il risque dès lors d'être accusé d'avoir commandité le meurtre pour se venger. Couvert encore une fois par son supérieur mais bien décidé à enquêter sur cette affaire, il va devoir lutter contre un système policier corrompu jusqu'à l'os. Il va collaborer officieusement avec un jeune officier, Paul Diskant, afin de découvrir le commanditaire du meurtre.

## Fiche technique
Sauf indication contraire, les informations mentionnées dans cette section peuvent être confirmées par la base de données cinématographiques IMDb,  présente dans la section « Liens externes ».
- Titre français : Au bout de la nuit
- Titre québécois : Rois de la rue
- Titre original : Street Kings
- Réalisation : David Ayer
- Scénario : James Ellroy, Kurt Wimmer et Jamie Moss (en), d'après une histoire de James Ellroy
- Musique : Graeme Revell
- Montage : Jeffrey Ford
- Directeur de la photographie : Gabriel Beristain
- Producteurs : Alexandra Milchan, Lucas Foster, Erwin Stoff, John Ridley (coproduction)
  - Producteur associé : Julian Wall
  - Producteurs délégués : Michele Weisler, Bob Yari
- Sociétés de production : Fox Searchlight Pictures, Regency Enterprises, 3 Arts Entertainment et Dune Entertainment III
- Distribution : Fox Searchlight Pictures (États-Unis)
- Pays d'origine :  États-Unis
- Langue originale : anglais
- Genre : policier, thriller
- Format : Couleur (technicolor) - 35 mm - 2,35:1
- Budget : 20 millions de dollars[2]
- Durée : 104 minutes
- Dates de sortie :
  - États-Unis : 18 avril 2008
  - France : 25 juin 2008
- Classification[3] :
  - États-Unis : R - Restricted
  - France : interdit aux moins de 12 ans

## Distribution
- Keanu Reeves (VF : Jean-Pierre Michaël et VQ : Daniel Picard) : l'inspecteur Tom "Tommy" Ludlow
- Forest Whitaker (VF : Thierry Desroses et VQ : François L'Écuyer)  : le capitaine Jack King" Wander
- Hugh Laurie (VF : Feodor Atkine et VQ : Jean-Luc Montminy)  : le capitaine James Biggs
- Chris Evans (VF : Maël Davan-Soulas et VQ : Antoine Durand)  : l'inspecteur Paul "Disco" Diskant
- Jay Mohr (VF : Éric Aubrahn et VQ : Jean-François Beaupré) : le sergent Mike Clady, dit "Clady le clodo"
- Terry Crews (VF : Bruno Henry) : l'inspecteur Terrence Washington
- Naomie Harris (VF : Mbembo et VQ : Pascale Montpetit) : Linda Washington
- Common (VF : Daniel Lobé et VQ : Benoît Rousseau) : Coates
- Cedric the Entertainer (VF : Frantz Confiac et VQ : Manuel Tadros) : Winston "Scribble"
- Martha Higareda (VF : Caroline Victoria et VQ : Catherine Hamann) : Grace Garcia
- John Corbett (VF : Jean-François Vlérick et VQ : Marc-André Bélanger) : l'inspecteur Dante Demille
- Amaury Nolasco (VF : Laurent Morteau et VQ : François Trudel) : l'inspecteur Cosmo Santos
- Cle Shaheed Sloan (en) (VF : Jean-Paul Pitolin et VQ : Sébastien Dhavernas) : Freemont
- The Game (VF : Cédric Boyer) : Grill
- Clifton Powell : le sergent Green

## Production
L'écrivain James Ellroy commence à écrire le scénario — alors intitulé The Night Watchman — au milieu des années 1990, influencé par l'affaire O. J. Simpson et évoquant initialement les émeutes de 1992 à Los Angeles (aspect plus tard supprimé par les producteurs). Plusieurs cinéastes seront annoncés au fil des années pour réaliser le film : Spike Lee, David Fincher ou encore Oliver Stone. John Ridley participe ensuite à une version du scénario. Le Belge Erik Van Looy sera attaché au projet et mais quittera le film qui est alors en préproduction pour tourner Loft (2008). Le script sera également retravaillé par Kurt Wimmer et Jamie Moss (en).
Sean Penn devait à l'origine tenir le rôle de l'inspecteur Ludlow.
Le tournage a lieu à Los Angeles. Plusieurs anciens policiers participent au tournage, notamment Jaime Fitzsimmons ancien du LAPD. La plupart des acteurs avaient suivi un stage avant cela et avaient participé à des patrouilles. Les prises de vues ont notamment lieux dans des quartiers dits sensibles de Downtown Los Angeles. Le producteur Erwin Stoff raconte « On a tourné ce film dans les endroits les plus défavorisés et désespérément pauvres de Los Angeles, mais la manière dont nous avons été reçus était tout simplement bluffante. Les habitants n'auraient pas pu être plus accueillants. Où que nous allions, ça se transformait en fête de quartier. C'était une des grosses surprises du tournage. »

## Accueil

### Critique
Le film reçoit des critiques mitigées. Sur l'agrégateur américain Rotten Tomatoes, il récolte 36% d'opinions favorables pour 152 critiques et une note moyenne de 4,1⁄10. Le consensus du site est « Street Kings contient une formule de violence, mais pas la moindre intelligence ». Sur Metacritic, il obtient une note moyenne de 55⁄100 pour 28 critiques.
En France, le film obtient une note moyenne de 3,2⁄5 sur le site AlloCiné, qui recense 25 titres de presse.

### Box-office
Malgré des critiques plutôt négatives, le film performe plutôt bien au box-office avec plus de 66 millions de dollars de recettes mondiales, pour un budget de 20 millions.
| Pays ou région    | Box-office      | Date d'arrêt du box-office | Nombre de semaines |
| ----------------- | --------------- | -------------------------- | ------------------ |
| États-Unis Canada | 26 418 667 $    | 17 juillet 2008            | 14                 |
| France            | 385 837 entrées |                            | -                  |
| Total mondial     | 66 476 363 $    | -                          | -                  |

## Distinction
Le film n'obtient qu'une seule distinction : Common est nommé aux BET Awards 2009 dans la catégorie du meilleur acteur (également pour Wanted : Choisis ton destin).

## Clin d'œil
L'alarme du réveille-matin de Tom Ludlow a la même alarme sonore que celle de Neo dans Matrix (1999), autre personnage incarné par Keanu Reeves.

## Suite
Une suite intitulée Au bout de la nuit 2 (Street Kings 2: Motor City) est sortie directement en vidéo en 2011. Réalisé par Chris Fisher, Le film ne reprend cependant aucun élément du 1er film et se déroule à Détroit. Seul Clifton Powell est présent dans les deux films mais dans deux rôles distincts.